# Платон (фотограф)
Платон (при рождении Платон Антониу; род. 20 апреля 1968 года) — британский документальный и портретный фотограф.

## Биография
Платон родился 20 апреля 1968 года в Греции. Его отец (Джим Антониу) был греческим архитектором и иллюстратором, а мать — искусствоведом. Платон в настоящее время женат и имеет двоих детей. Он вырос в Греции и переехал в Англию в возрасте 8 лет. Платон изучал графический дизайн в Школе искусств Сен-Мартен, где он впервые столкнулся с фотографией. Затем он получил степень магистра изящных искусств в Королевском колледже искусств, где познакомился со своим преподавателем и наставником Джоном Хиндом из Vogue.

## Карьера
После окончания колледжа в 1992 году Платон начал заниматься модной фотографией и портретной живописью. Платон уехал из Лондона в Нью-Йорк, чтобы начать свою коммерческую карьеру с Джоном Кеннеди-младшим в журнале George. Некоторые коммерческие работы Платона включают фотографирование для Levi’s, IBM, Nike и Motorola, а также для таких компаний, как Timex, Tanqueray, Kenneth Cole и Ray-ban. Его фотографии также появлялись на обложках известных журналов, включая Time, Esquire и George. В 2008 году Платон стал штатным фотографом американского журнала The New Yorker.

## Эстетика
Отец Платона помог ему развить понимание формы и текстуры с помощью принципов модернизма, отраженных в его смелом стиле без отвлечения внимания. Его образование в области графического дизайна влияет на то, как он снимает фотографии, имея в виду окончательную графическую обработку. Платон стремится уловить истину, найти ее в предмете и выявить. Он работает с ограниченными сессиями для фотосессий, что делает фотографии более насыщенными и аутентичными.

## Народное портфолио
Платон основал некоммерческую организацию The People’s Portfolio. Платон фотографирует тех, кто борется за гражданские права и права человека, давая голос тем, кого не слышат. В его портфолио есть фотографии бирманских жертв и изгнанников, египетских революционеров и борцов с угнетением в России. Платон также фотографировал и брал интервью у женщин из Конго, подвергшихся сексуальному насилию. Он сотрудничал с Human Rights Watch, The New Yorker, Национальным центром по гражданским правам и правам человека, ExxonMobil и Фондом ООН. Посредством «Народного портфолио» Платон стремится повысить осведомленность тех, кто сталкивается с угнетением.

## Известные работы
Первая персональная выставка Платона прошла в галерее Leica в Нью-Йорке и представила документальные фотографии из Колумбии и Индии.
Платон сфотографировал многих известных лидеров, таких как Дональд Трамп, Муаммара Каддафи, Барак Обама, Джордж Буш, Мухаммед Али и Владимир Путин. Его фотография Владимира Путина была на обложке Time в 2007 году.
Билл Клинтон был первым президентом, с которым он работал.
В настоящее время у него есть три опубликованные книги. В 2004 году была опубликована его книга «Республика Платона», в которой по заказу журналов были опубликованы его фотографии выдающихся деятелей. Service Platon — это коллекция фотографий, на которых изображены физические и психологические раны и храбрость солдат и их семей. Power Platon, опубликованный в 2011 году, представляет собой исторический отчет о выдающихся политических деятелях двадцать первого века.
Платон был показан в первом сезоне документального сериала Netflix «Абстракция: искусство дизайна».